# Majdalena
Majdalena (dříve Svatá Máří Magdalena, německy Sankt Maria Magdalena) je obec v okrese Jindřichův Hradec v Jihočeském kraji. Žije zde 482 obyvatel.
Majdalenou protéká řeka Lužnice a vodní kanál Zlatá stoka. Na řece Lužnici se v blízkosti vesnice nachází vodácky nebezpečný jez Pilař, jehož vzdutí zajišťuje napájení Zlaté stoky. Výrazný přírodní objekt je pískovna, ze které se v dřívějších letech těžil písek. Nachází se v biosférické rezervaci UNESCO a v CHKO Třeboňsko.
Nachází se zde malotřídní škola, mateřská škola, dva hostince, motorest a jedna prodejna potravin.

## Historie
První písemná zmínka o vesnici pochází z roku 1397. Na místě současného kostela byla ve středověku písečná poušť, kde byla poustevnická chýše. Na jejím místě byla v roce 1400 postavena kaple, která dostala jméno Majdalena. V 16. století byla přestavěna na kostel. Věž byla dostavěna v roce 1866. V době stavovského povstání byl u Majdaleny postaven obranný srub. V roce 1619 byly kostel i dvůr poničeny císařskými vojsky. Na západ od Majdaleny byla další poustevna. Zde vznikl kostel svaté Barbory. Později kostel zpustl a jeho inventář si rozebraly okolní kostely. Například kazatelnu vyřezanou ve tvaru velryby získal bošilecký kostel. Kde stál kostel, je nyní jen kaple. Na začátku 20. století byla v kostele svaté Máří Majdaleny objevena část velmi cenného gotického deskového oltáře. Další díl byl objeven v domanínské kapličce.
V roce 1945 došlo u mostu přes řeku Lužnici k boji mezi německými jednotkami a Rudou armádou. Zahynulo zde 10 ruských vojáků.
Roku 1954 byla celá obec Herda přejmenována na Majdalena.

## Obyvatelstvo
| Rok            | 1869 | 1880 | 1890 | 1900 | 1910 | 1921 | 1930 | 1950 | 1961 | 1970 | 1980 | 1991 | 2001 | 2011 | 2021 |
| -------------- | ---- | ---- | ---- | ---- | ---- | ---- | ---- | ---- | ---- | ---- | ---- | ---- | ---- | ---- | ---- |
| Počet obyvatel | 472  | 542  | 586  | 655  | 767  | 643  | 641  | 487  | 501  | 507  | 583  | 547  | 501  | 473  | 482  |
| Počet domů     | 50   | 59   | 58   | 59   | 73   | 76   | 102  | 135  | 123  | 129  | 123  | 153  | 159  | 170  | 172  |

## Obecní symboly
Znak a vlajka byly obci uděleny rozhodnutím předsedy Poslanecké sněmovny Parlamentu České republiky dne 25. března 2005.

## Doprava
Obec leží na železniční trati České Velenice - Veselí nad Lužnicí, v katastru obce se kromě stanice Majdalena (do roku 2005 nesoucí název Chlum u Třeboně, původně Chlumec-Pilař) nachází též Majdalena zastávka.
Ze stanice vyjížděl vlakem Ferdinand d'Este v červnu 1914 do Sarajeva (tam dorazil 28. června 1914). Drážní domek, ve kterém se arcivévoda připravoval na cesty, dosud stojí, stejně jako původní budova nádraží.

## Školství
Vznik majdalenské malotřídky se datuje k roku 1848. V současné době do ní dochází 23 žáků. Vznik mateřské školy a školní jídelny se datuje do sedmdesátých let 20. století přestavbou farního úřadu římskokatolické církve. Škola i školka je zvenčí vyzdobena plastickými obrazy akademického malíře Josefa Pecy, který je daroval obci.

## Vodácký sport
V obci Majdalena je vodácké tábořiště o kapacitě 174 stanů a 2 chatky. V areálu je také kiosek a parkoviště. Blízko obce, ale již v sousedním katastrálním území Hamr, se nachází známý jez Pilař.

## Sbor dobrovolných hasičů
Byl založen roku 1897, funguje dodnes. Každoročně se dobrovolní hasiči zúčastňují hasičských soutěží jak v kategorii mužů, tak i v kategorii žen. Důležitou roli hraje také v kulturním a společenském životě obce.

## Pamětihodnosti
- Kostel svaté Maří Magdalény na okraji vesnice
- Kaple svaté Barbory u samoty Barbora v lese, dříve zde stával poutní kostel
- Národní kulturní památka Rožmberská rybniční soustava[11]

## Rodáci
- Jan Sigmund (1890–1940), profesor veterinární medicíny, činný v kladrubském hřebčíně a na ČVUT.[12]
- Tomáš Plch (1890–1942), český legionář, důstojník Československé armády a účastník odboje, popravený nacisty[13]
- Adolf Sigmund (1892–1934), lékař-radiolog, průkopník využívání rentgenu při diagnostice, docent pražské lékařské fakulty[14]
- Jiří Havlis (1932–2010), český atlet, který roku 1952 získal zlatou olympijskou medaili ve veslování[15]

## Galerie

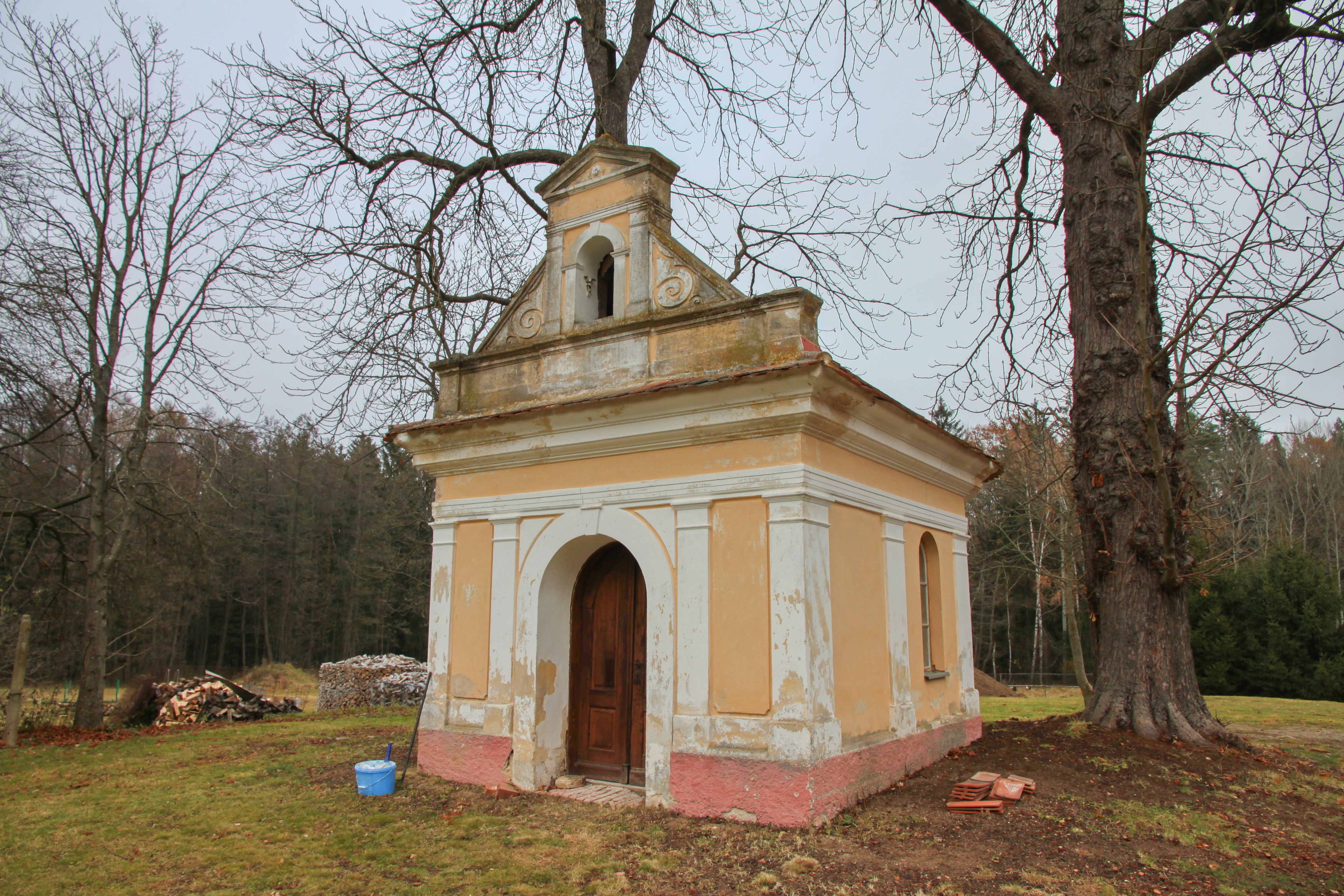
Kaple svaté Barbory
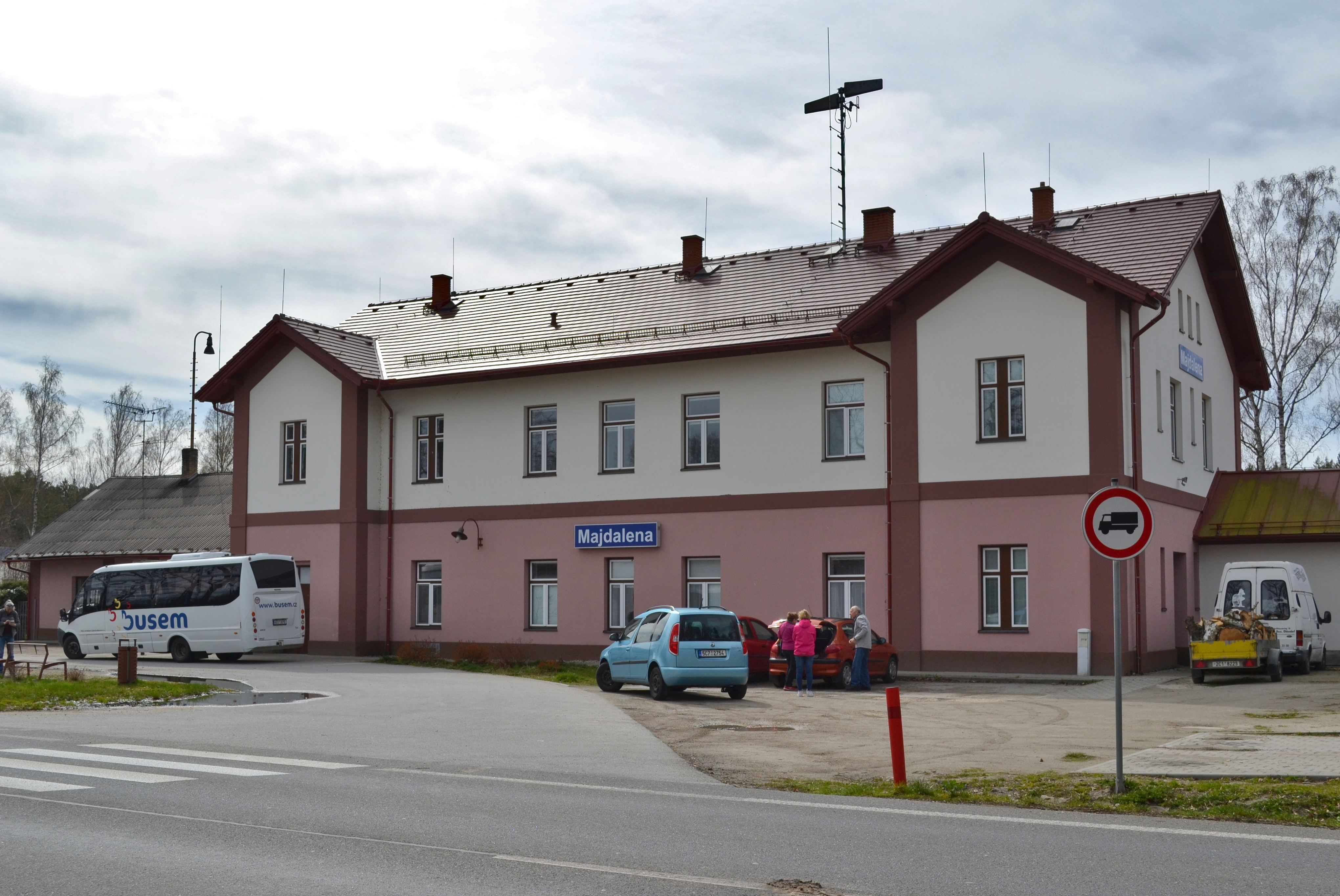
Železniční stanice
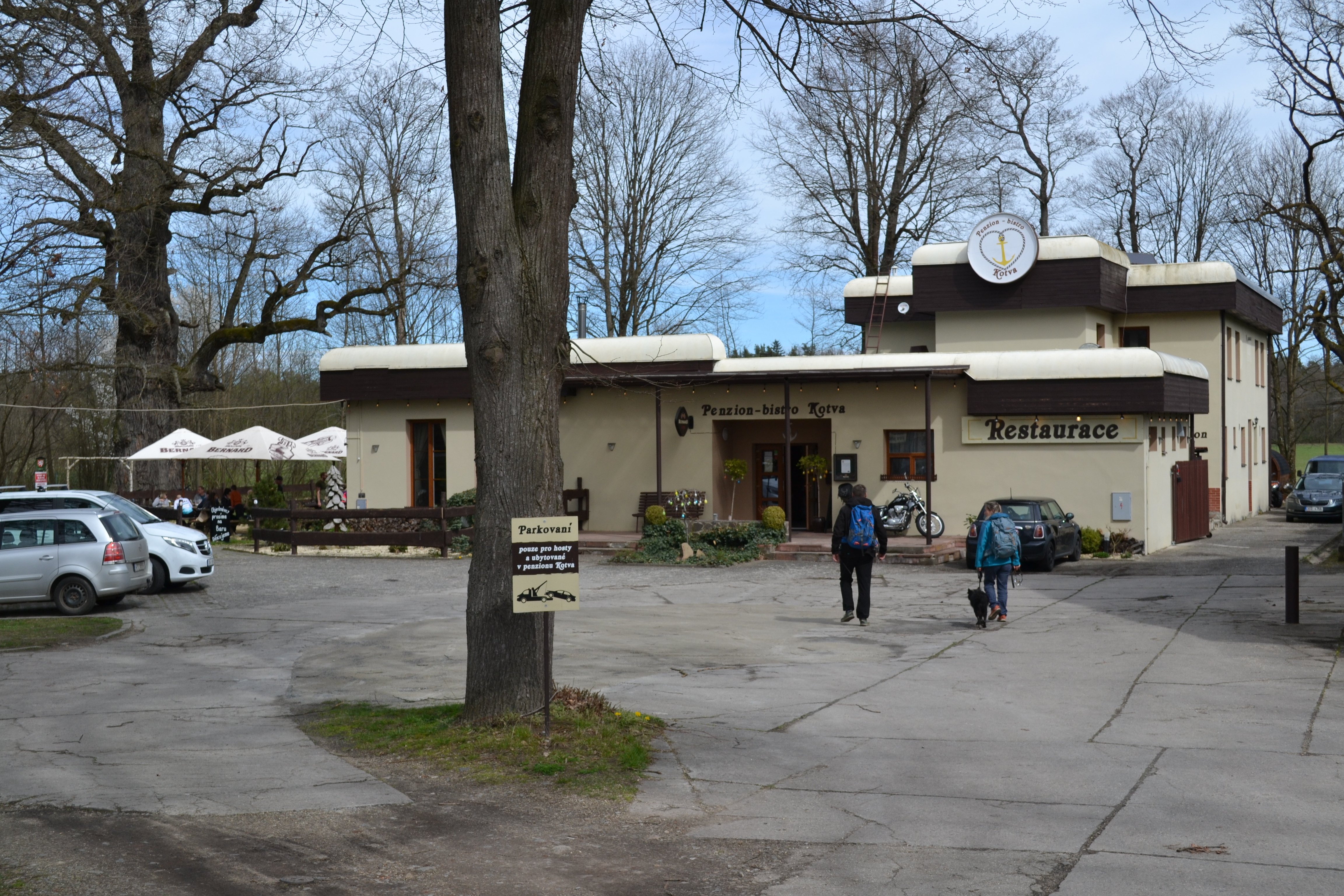
Restaurace Kotva
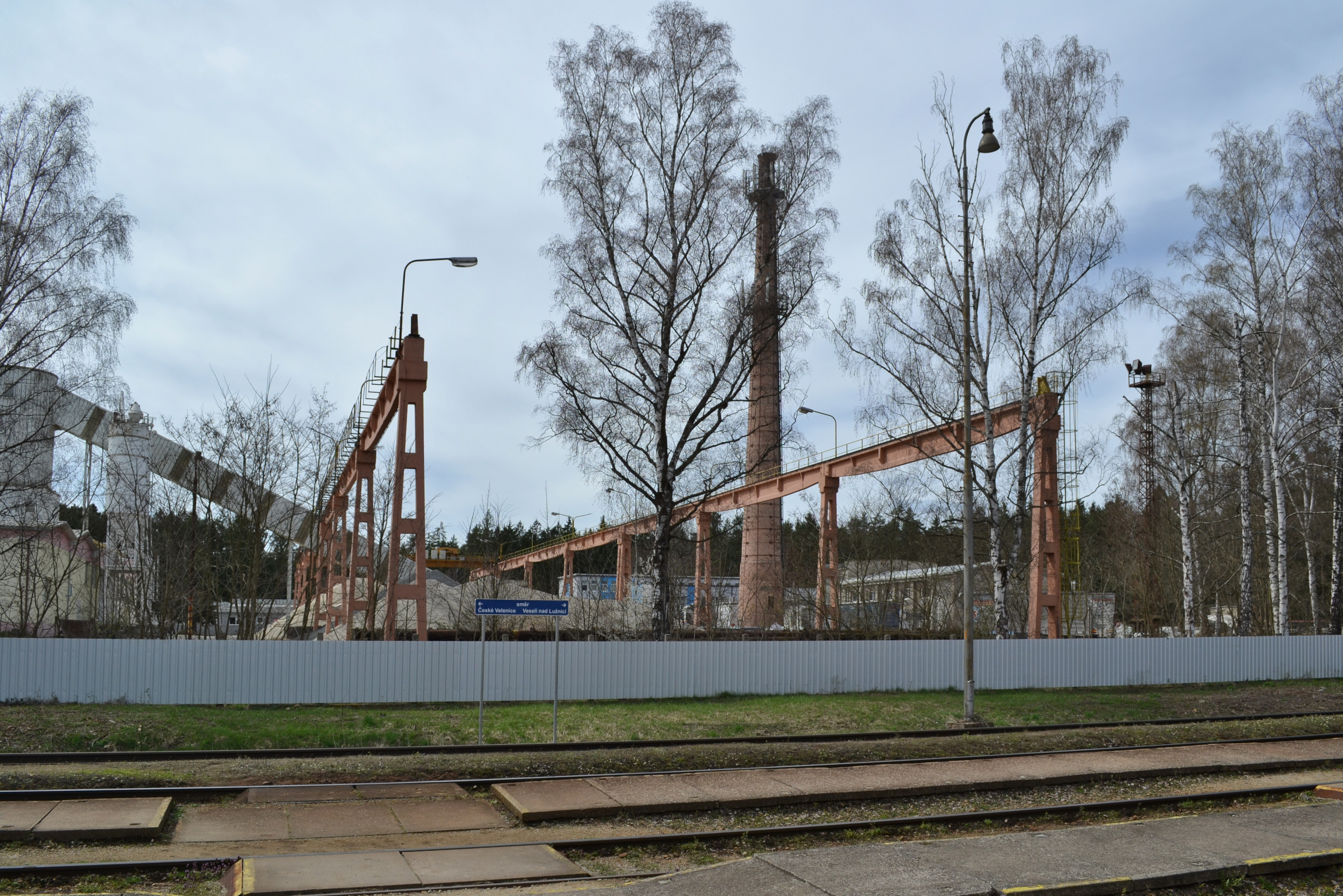
Sloupárna
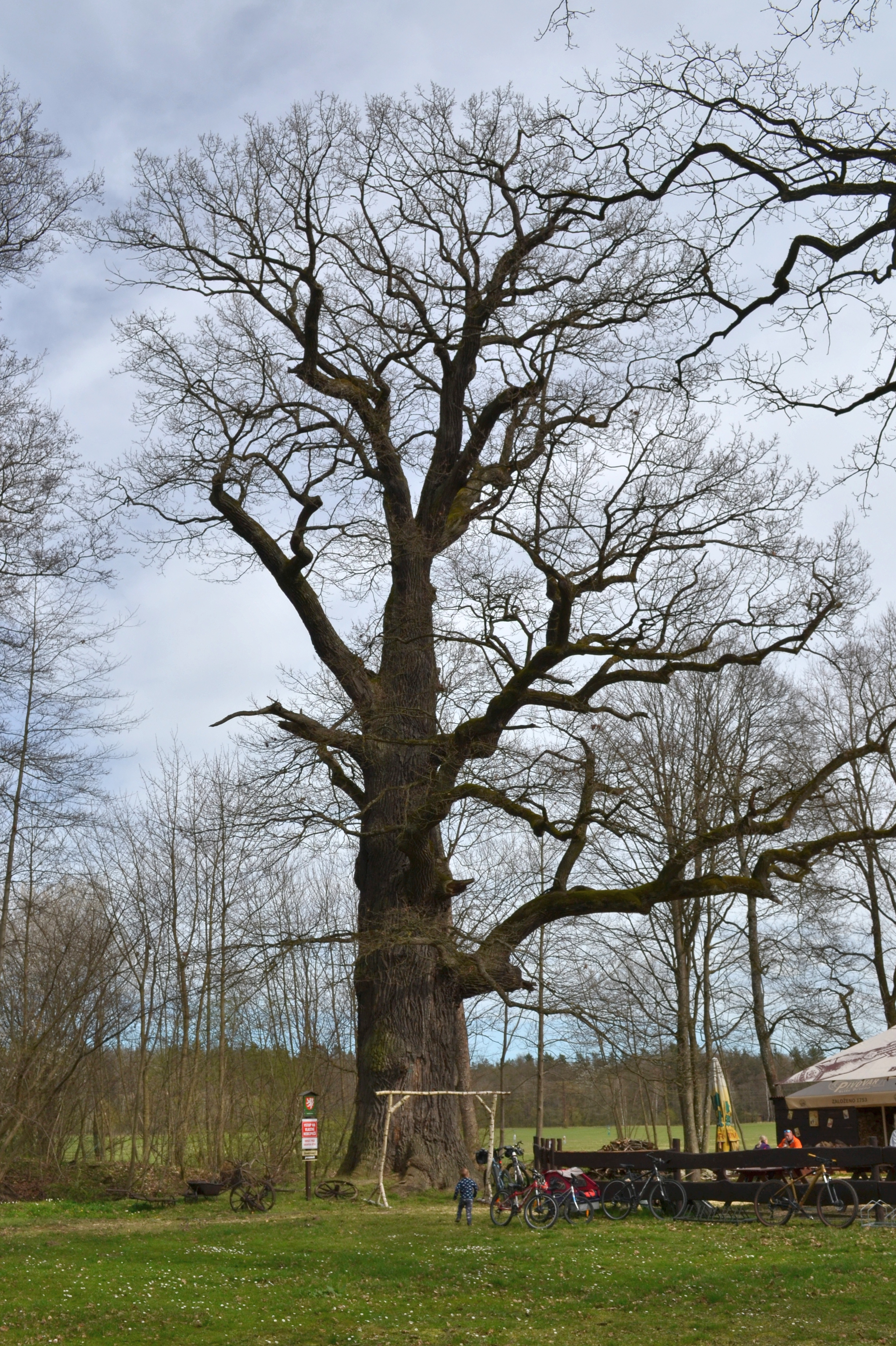
Majdalenský dub